# Проблемне навчання
Проблемне навчання — спосіб організації навчання, коли той, хто навчається отримує знання в результаті активної самостійної або частково самостійної (за участю викладача) мисленнєвої діяльності і який передбачає використання особливих методичних прийомів, таких як: створення проблемних ситуацій, постановку навчальних проблем, керівництво пізнавальною діяльністю у процесі вирішення проблем тощо. Це така організація процесу навчання, суть якої полягає в утворенні в навчальному процесі проблемних ситуацій, вирізненні та вирішені студентами проблем.
Проблемна ситуація у навчанні — певне завдання чи задача, для розв'язання якої учні чи студенти мають здобути нові знання, докласти інтелектуальних зусиль.

## Суть
Суть цього типу навчання полягає в пошуковій діяльності учнів, яка починається з постановки питань, розв'язання проблем і проблемних завдань, закладених у навчальних програмах, поступово висунутих у підручниках, у викладі й поясненні знань учителем, у самостійній роботі учнів, у практичній діяльності тощо. 
У проблемному запитанні чи завданні, на відміну від непроблемного, завжди є прихована суперечність. Воно не має готової схеми розв'язання, підготованого зразка, і цим створює можливість нестандартних відповідей. Усвідомлена суперечність це властивість проблемної ситуації. Значення також має мотиваційна сторона, наявність в учня такого рівня знань, умінь та навичок, що був би достатнім, аби почати пошук невідомого результату чи способу розв'язання задачі. Бо інакше учень не «прийме» проблеми, тоді вона втратить навчальне значення.

## Історія
У Радянському союзі вважали, що цей тип навчання найповніше відповідає завданням розвитку творчого мислення учнів і студентів «в умовах об'єктивних вимог науково-технічної революції й соціального прогресу другої половини 20 сторіччя». Відзначали, що проблемне навчання не суперечить інформаційно-повідомлювальному і пояснювально-ілюстративному типам навчання, не заперечує інших способів навчання (запам'ятовування, повторення тощо).